# Красноголовая питта
Красноголовая питта (лат. Erythropitta arquata) — вид воробьиных птиц из семейства питтовых (Pittidae). Эндемик острова Борнео, встречается в Малайзии, Брунее и Индонезии. Его естественная среда обитания — субтропические или тропические влажные низинные леса. Подвидов не выделяют.

## Описание
Размер красноголовой питты — 15 см, масса — 50—58 г. У самца лоб до затылка и бока шеи алые, блестящая небесно-голубая заднеглазничная полоса, тёмно-зелёно-голубая верхняя часть боков, узкая полоса небесно-голубого цвета на крыле, хвост тускло-голубой. Бока головы и горло оранжево-румяные, остальное брюшко алое, небесно-голубая полоса на груди, в форме ожерелья. Радужка красно-коричневая. Клюв черноватый, кончик и нижняя челюсть с красноватым оттенком. Ноги от сине-серые до сливовых. Самка похожа на самца, но верхняя часть боков тёмно-оливково-зеленая, хвост серо-голубой. Молодые особи — обычно бурые, с пёстрыми серо-бурыми и буроватыми пятнами на голове и горле, иногда имеют несколько розоватых перьев на подхвостье, клюв с бледным кончиком и оранжевой каемкой, ноги серые.

## Распространение, места обитания и биология
Ведет оседлый образ жизни, населяет в основном северную половину Борнео, к югу до вершин Пенрисен, Барито Улу, Махакам и Гунунг Лумут. Обитает в лесах, часто с большим количеством поваленных деревьев и бамбуковых зарослей. Наиболее распространен на высоте 600—1200 м, но отмечен на высоте от 150 до 1500 м.

## Поведение

### Вокализация
Позывка — монотонный, одиночный, протяжный звук свиста продолжительностью 2-3 секунды.

### Питание
Питается муравьями и другими насекомыми, подробная информация о питании отсутствует.

### Размножение
Сезон размножения январь—сентябрь, с пиком в марте-августе. Гнездо шарообразное, построено из мертвых листьев и травы, размещено на дереве на высоте 0.5—2.5 м над землей. Кладка, вероятно, из 2 яиц, но данных мало. Яйца — глянцево-белые с серыми и коричневыми пятнами на широком конце, размер около 30 × 21 мм. Нет сведений о периодах насиживания и вылета.

## Охранный статус
МСОП присвоил виду охранный статус «Вызывающие наименьшие опасения» (LC). Широко распространен по всему ареалу. Присутствует в природоохранной зоне долины Данум. Нет сообщений о том, что этот вид продается на рынке живых птиц, и в настоящее время нет других известных угроз со стороны человека.